# Мамац (књига)
Мамац је роман српског писца и преводиоца Давида Албахарија, објављен 1996. године у издању "Народне књиге" из Београда.

## О аутору
Давид Албахари (Пећ, 15. март 1948) био је српски писац, (приповедач, романсијер, есејиста, антологичар) јеврејског порекла. Осим писања бавио се и превођењем дела са енглеског језика.
Албахари је објавио око двадесет књига-прича и петнаест романа, као и четири књиге есеја. Књиге су му преведене на осамнаест језика. Албахари је био члан САНУ, српског ПЕН центра и Српског књижевног друштва.

## О књизи
Албахари је у роману Мамац испричао причу о мајци. Мајка је стуб пишчеве породице и уткана је у све поре његовог живота. Иако су је пратили кроз живот трагични губици, успевала је да живи живот, отворених очију дочекујући оно што јој живот доноси.
Реченица коју ће прву чути јунак романа са старе магнетофонске траке на којој је остао глас његове мајке гласи: "Одакле да почнем". Мајка прича причу о самој себи. Саставити причу о мајци, за јунака значи писати о себи, поновити запис са траке. Магнетофонска трака представља албум са скупљеним историјским чињеницама које траже крај: ту су ратови, добровољно изгнанство, губици, мајка, али и матерњи језик који у анонимном граду на северноамеричком континенту звучи потпуно непознато. Завршити причу тако што ће јунак послати траку назад за Београд, значи, покушати испричати причу одредивши јој почетак и крај. И писање за јунака постаје тест иницијације, брисања, репрограмирања, учења писања од кога зависи будућност. На путу мајка - јунак/син - Доналд, глас са магнетофонске траке претвара се у сплет јунакових исказа о мајци, али и о самом себи.

## Награде
За роман Мамац Давид Албахари је добио НИН-ову награду за најбољи роман објављен у Србији 1996. године, као и награду Народне библиотеке Србије, Балканику и Мост-Берлин.

## Издања
Прво издање романа Мамац је објављено 1996. године у издању "Народне књиге". Код истог издавача роман је објављен и 1997. године. "Стубови културе" су роман објавили 1996, 1997, 1998, 2001, 2005. и 2011. године. године. "Чаробна књига" је роман Мамац објавила 2015, 2020. и 2021. године.